# HMS K5
L'HMS K5 è stato un sommergibile di squadra della Classe K della Royal Navy, operante nel corso della prima guerra mondiale. L'unità andò persa nel 1921, durante un'esercitazione nel golfo di Biscaglia, per cause sconosciute.

## Storia
Quinta unità della classe K, fu impostata nell'arsenale di Portsmouth nel agosto 1915, venne varata il 16 dicembre 1916, ed entrò in servizio nel maggio 1917. al comando del capitano di fregata John Fenwick Hutchings (17 maggio 1885–20 settembre 1968).

## Descrizione tecnica
Il K5 apparteneva a una classe di 18 grandi sommergibili che dovevano operare insieme alle unità di superficie della Grand Fleet. il dislocamento era pari a 1.883 tonnellate in superficie, e 2.565 in immersione. L'apparato propulsore era formato da due caldaie Yarrow che azionavano due turbine a vapore Brown-Curtiss o Parsons eroganti 10 500 shp (7,8 MW) ciascuna. Vi erano inoltre 4 motori elettrici, ognuno da 1.440 hp (1.070 kW), e un generatore diesel Vickers da 800 hp (600 kW) per caricare le batterie in superficie.  L'impianto propulsivo azionava due eliche tripala da 2,29 m (7 ft 6 in) di diametro. Con una lunghezza di 104 m il sommergibile raggiungeva una velocità massima in superficie di 24 nodi, che scendevano a 8 in immersione. L'autonomia in superficie era di 800 M (1 500 km) a 24 nodi (44 km/h), o 12.500 nmi  (23.200 km) a 10 nodi (19 km/h), mentre in immersione era pari a 8 miglia (15 km a 8 nodi (15 km/h), o a 40 miglia a 4 nodi (7,4 km/h).
L'equipaggio era formato da 6 ufficiali e 53 sottufficiali e comuni. L'armamento si basava su 4 tubi lanciasiluri da 460 mm a prua, 4 dello stesso calibro a poppa, con una dotazione massima di 16 armi, e 2 cannoni Mk.XI da 102 mm, e 1 da 76 mm.

## Impiego operativo
Entrato in servizio il maggio 1917 il K5, fu assegnato alla 12ª Flottiglia sommergibili operante in seno alla Grand Fleet. 
Rimasto in servizio dopo la fine del conflitto, i 19 gennaio 1921 salpò da Torbay in forza a una squadra navale dell'Atlantic Fleet formata dall'incrociatore leggero Incostant e dai sommergibili K8,  K9, K15, e K21. 
Il sommergibile era al comando del capitano di corvetta John A. Gaimes, un esperto e pluridecorato ufficiale sommergibilista, ma l'equipaggio era del tutto nuovo.
Il trasferimento prevedeva che le unità svolgessero un'esercitazione di combattimento nel golfo di Biscaglia. Arrivati sul posto il 20 gennaio, le navi si divisero per prendere la posizione assegnata. Il K5 comunicò via radio che si stava immergendo, ma al termine dell'esercitazione non diede più comunicazioni. Un'ora prima del tramonto fu avvistata una chiazza oleosa e vennero recuperati alcuni relitti del K5, alcune assi dei coperchi dalle batterie e un effetto personale appartenente a un suo marinaio. L'unità era affondata nell'Oceano Atlantico 120 miglia nautiche (220 km) a sud-ovest delle isole Scilly, con la perdita di tutti i 57 membri dell'equipaggio. Secondo le valutazioni del contrammiraglio Sydney Stewart Hall, apparse sul quotidiano The Times, il K5 potrebbe essere andato perso a causa di problemi durante la fase di immersione, già emersi con la perdita del K13, che per essere attuata richiedeva personale molto addestrato e circa 7-8 minuti di tempo. Avendo imbarcato troppa acqua nelle casse di zavorra, il K5 avrebbe superato la profondità massima di progetto, implodendo.
Il relitto è designato come luogo protetto ai sensi del Protection of Military Remains Act 1986.

### Annotazioni
1. ↑  Gaines aveva assunto il comando il 1 aprile 1920.
2. ↑  Altri ufficiali erano il tenente di vascello Frederik William Francis Cuddeford, il capitano del genio navale Edward John Bowles, il tenente del genio navale George William Baker, il tenente di vascello Benjamin Jacob Clarke e il tenente di vascello Robert James Mentheit Middlemist.
3. ↑  Hall affermava che i sommergibili classe K erano stati progettati espressamente per operare nell'ambiente del Mare del Nord, e non per le condizioni dell'Oceano Atlantico.

### Fonti
1. 1 2  Colledge, Warlow 2006, p. 182.
2. ↑  Nash 2009, pp. 132-133.
3. 1 2  Celi 1997, p. 10.
4. ↑  (EN) Edward C. Whitman, K for Katastrophe, in Undersea Warfare, n. 49, US Navy, Winter 2013. URL consultato il 20 agosto 2015 (archiviato dall'url originale il 24 settembre 2015).
5. 1 2  Bruce, Cogar 2014, p. 356.
6. ↑  Nash 2009, p. 128.
7. 1 2  Holland 2012, p. 145.
8. 1 2 3 4 5 6 7 8  Wreecksite.
9. 1 2  S.S, Hall, An Expert's Theory, in The Times, London, 24 January 1921.
10. ↑  
(EN) The Protection of Military Remains Act 1986 (Designation of Vessels and Controlled Sites) Order 2008 No. 950, in Archivi nazionali. URL consultato l'11 luglio 2010.